# Saint-Pardoux-Isaac
Saint-Pardoux-Isaac è un comune francese di 1 203 abitanti situato nel dipartimento del Lot e Garonna nella regione della Nuova Aquitania.

## Società

### Evoluzione demografica
Abitanti censiti